# Sixième arrondissement électoral du Nord (Cambrai) de 1821 à 1830
Le 6e arrondissement électoral du Nord était l'une des 8 circonscriptions législatives françaises que comptait le département du Nord pendant la Seconde Restauration.

## Description géographique et démographique
Le 6e arrondissement électoral du Nord était situé à la périphérie de l'agglomération Cambrésienne. Ceinturé entre le Pas-de-Calais, les arrondissements de Douai,  Valenciennes, Avesnes-sur-Helpe et le département de l'Aisne, la circonscription est centrée autour de la ville de Cambrai.  
Elle regroupait les divisions administratives suivantes : Canton de Cambrai-Est ; Canton de Cambrai-Ouest ; Canton de Carnières ; Canton du Cateau-Cambrésis ; Canton de Clary ; Canton de Marcoing et le Canton de Solesmes.

## Historique des députations
| Législature    | Début de mandat  | Fin de mandat    | Député élu                        | Parti politique        | Observations                                             |
| -------------- | ---------------- | ---------------- | --------------------------------- | ---------------------- | -------------------------------------------------------- |
| 2e législature | 28 janvier 1822  | 17 août 1822     | Alexandre-César-Louis d'Estourmel | Minorité libérale      |                                                          |
| 2e législature | 13 novembre 1822 | 24 décembre 1823 | Jean-Louis-Joseph de Cotteau      | Majorité ministérielle |                                                          |
| 3e législature | 25 février 1824  | 5 novembre 1827  | Jean-Louis-Joseph de Cotteau      | Majorité ministérielle |                                                          |
| 4e législature | 17 novembre 1827 | 31 mai 1830      | Jean-Louis-Joseph de Cotteau      | Majorité ministérielle | La chambre élue sera dissoute par le Roi le 16 mai 1830. |